# Arménie au Concours Eurovision de la chanson 2019
L'Arménie est l'un des quarante et un pays participants du Concours Eurovision de la chanson 2019, qui se déroule à Tel-Aviv en Israël. Le pays est représenté par la chanteuse Srbuk  et sa chanson Walking Out, sélectionnées en interne par le diffuseur AMPTV. Le pays se classe 16e de sa demi-finale, recevant 49 points, et ne se qualifie pas pour la finale.

## Sélection
Le pays a confirmé sa participation à l'Eurovision 2019 le 9 octobre 2018. Le 30 novembre 2018, le diffuseur AMPTV révèle que la chanteuse Srbuk sera la représentante du pays. 
Le diffuseur a par la suite expliqué qu'il s'était tourné vers une sélection interne plutôt que de reconduire l'émission Depi Evratesil utilisée les deux années précédentes afin d'avoir plus de temps pour la préparation au Concours.
La chanson qui représentera le pays, intitulée Walking Out, est présentée le 10 mars 2019.

## À l'Eurovision
L'Arménie participe à la deuxième demi-finale, le 16 mai 2019. N'y recevant que 49 points, le pays termine 16e et ne se qualifie pas pour la finale.